# Trionfo di Afrodite

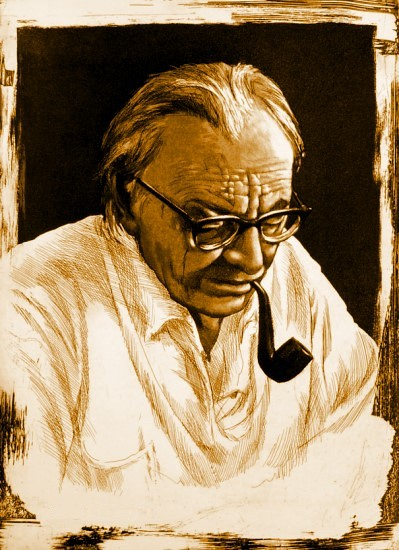
Carl Orff.

Trionfo di Afrodite est un concert scénique du compositeur Carl Orff. Il s'agit de la troisième et dernière partie de Trionfi, son triptyque dont le premier volet, le plus connu, est Carmina Burana, tandis que la deuxième est Catulli Carmina. Trionfo di Afrodite est inspiré de poèmes de Catulle et de Sappho et comprend une strophe d'un chœur d'Hippolyte d'Euripide.

## Création
La création eut lieu le 23 mars 1953 au Teatro alla Scala, à Milan.

## Personnages
- la fiancée (soprano)
- le fiancé (ténor)
- trois chefs de chœurs (ténor, soprano, basse)
- Aphrodite (rôle muet)
- vierges, jeunes hommes, vieillards, parents, amis, peuple (chœur, chœur dansé)

## Argument
Même s'il y a une « histoire » dans ce concert scénique, il n'y a pas vraiment d'intrigue à proprement parler. Les fiancés fêtent leurs noces. Les jeunes filles conduisent la fiancée à la chambre nuptiale au milieu des danses. Les hommes poursuivent le fiancé en chantant des airs satiriques. Aphrodite (symbole d'amour) achève le rituel.